# Тер-Мартиросян, Завен Григорьевич
Заве́н Григо́рьевич Те́р-Мартирося́н (10 августа 1936, Александриат — 5 января 2023, Москва) — советский и российский учёный в области механики грунтов, оснований и фундаментов, доктор технических наук, профессор, почётный член РААСН по отделению строительных наук, академик общественной организации «Академия военных наук Российской Федерации», академик Нью-Йорской академии наук, заслуженный деятель науки Российской Федерации (1997).

## Биография
Родился в 1936 году в городе Александриат в Сирии, в семье беженцев из Турции. В 1939 году переехал с семьёй в Алеппо, где получил начальное образование в Армянской средней школе им. Киликян. В 1946 году семья репатриировалась в Армянскую ССР, в Ереван.
В 1959 году с отличием окончил Ереванский политехнический институт им. К. Маркса по специальности «Гидротехническое строительство речных сооружений и гидроэлектростанций». Был распределен в лабораторию геомеханики АН Армянской ССР. Там под руководством профессора Г. И. Тер-Степаняна занимался исследованиями длительной устойчивости оползней, и вопросами ползучести грунтов.
В 1962 году зачислен в аспирантуру при кафедре механики грунтов, оснований и фундаментов Ереванского политехнического института. В 1965 году защитил диссертацию на тему «Исследование уплотнения глинистых грунтов с учётом ползучести скелета грунта и сжимаемости поровой жидкости», представленную на соискание учёной степени кандидата технических наук. Работал под руководством Николая Цытовича.
В 1967—1969 годах работал в должности старшего научного сотрудника ВНИИ гидрогеологии и инженерной геологии.
С 1969 года работал в должности доцента кафедры механики грунтов, оснований и фундаментов Московского инженерно-строительного института им. В. В. Куйбышева (МИСИ).
В 1976 году защитил диссертацию на тему «Напряженно-деформированное состояние массивов многофазных грунтов в прикладных задачах геомеханики и строительства», представленную на соискание учёной степени доктора технических наук по научной специальности 05.23.02.
С 1978 года — профессор, в 2000—2014 годах — заведующий кафедрой механики грунтов, оснований и фундаментов МГСУ. Также в 1969—2010 годах руководил лабораторией прикладной геомеханики МИСИ/МГСУ. С 2015 года — профессор кафедры механики грунтов и геотехники и главный научный сотрудник НОЦ «Геотехника».
За свою научно-педагогическую деятельность подготовил свыше 80 кандидатов технических наук, был консультантом при написании и защите 10 докторских диссертаций. Являлся председателем диссертационного совета 24.2.339.05 (Д 212.138.14) на базе НИУ МГСУ, представляя там научную специальность 2.1.2. Основания и фундаменты, подземные сооружения (технические науки).
Являлся почётным членом РААСН по отделению строительных наук, являлся членом научного совета РААСН по механике грунтов, основаниям, фундаментам, геотехнике и инженерно-геологическим и инженерно-экологическим изысканиям для строительства. Кроме того, являлся действительным членом АВН РФ (общественная организация).
Скончался 5 января 2023 года. Похоронен в Москве на Троекуровском кладбище.

## Избранная библиография
- Основы прикладной геомеханики в строительстве : [Учеб. пособие для строит. спец. вузов] / Н. А. Цытович, З. Г. Тер-Мартиросян; Под ред. Н. А. Цытовича. — Москва : Высш. школа, 1981. — 317 с. : ил.; 22 см.
- Прогноз механических процессов в массивных многофазных грунтов / З. Г. Тер-Мартиросян. — Москва : Недра, 1986. — 292 с. : ил.; 22 см.
- Методы определения прочностных и деформационных характеристик грунтов и скальных пород : [Учеб. пособие для спец. 1202 / З. Г. Тер-Мартиросян, Д. М. Ахпателов, Ю. С. Григорьев и др.]; Под ред. Н. А. Цытовича и др. — Белгород : БТИСМ ; М. : МИСИ, 1983. — 124 с. : ил.; 20 см.
- Расчет напряженно-деформированного состояния массивов многофазных грунтов : Учеб. пособие / З. Г. Тер-Мартиросян, Д. М. Ахпателов. — Москва : МИСИ, 1982. — 119 с. : ил.; 20 см.
- Реологические параметры грунтов и расчеты оснований сооружений [Текст] / З. Г. Тер-Мартиросян. — Москва : Стройиздат, 1990. — 199, [1] с. : ил.; 22 см; ISBN 5-274-01041-5
- Механика грунтов : учеб. пособие для студентов, обучающихся по специальности 290300 «Пром. и гражд. стр-во» направления 653500 «Стр-во» / З. Г. Тер-Мартиросян. — Москва : Изд-во Ассоц. строит. вузов, 2005 (ППП Тип. Наука). — 488 с. : ил.; 22 см; ISBN 5-93093-376-6
- Механика грунтов [Электронный ресурс] / З. Г. Тер-Мартиросян. — Москва : МГСУ : Изд-во Ассоц. строит. вузов, 2009. — 551 с., [4] л. цв. ил. : ил., табл.; 25 см; ISBN 978-5-93093-376-6
- Механика грунтов в высотном строительстве с развитой подземной частью : учебное пособие для студентов образовательных организаций высшего образования, обучающихся по направлениям подготовки (специальности) уровень бакалавриат, направлении подготовки 08.03.01 «Строительство»; уровень магистратуры, направление подготовки 08.04.01 «Строительство»; уровень специалитета, специальность 08.05.01 «Строительство уникальный и сооружений»; уровень подготовки кадров высшей квалификации 08.06.01 «Техника и технологии строительства» / З. Г. Тер-Мартиросян, А. З. Тер-Мартиросян. — Москва : Изд-во АСВ, 2020. — 945 с. : ил., табл.; 22 см. — (Библиотека научных разработок и проектов МГСУ).; ISBN 978-5-4323-0368-4 : 1000 экз.
- Преобразование строительных свойств слабых грунтов оснований и насыпей вертикальными армирующими элементами. Экспериментальные и теоретические основы : монография / З. Г. Тер-Мартиросян, А. З. Тер-Мартиросян, В. В. Сидоров, Г. О. Анжело; под редакцией доктора технических наук, профессора Тер-Мартиросяна Завена Григорьевича. — Москва : Издательство АСВ, 2022. — 183 с. : ил., цв. ил.; 22 см; ISBN 978-5-4323-0450-6

## Награды
- 1997 — заслуженный деятель науки Российской Федерации[10][11]
- 2001 — почётный энергетик Российской Федерации[10]
- 2005 — медаль Н. М. Герсеванова[12]
- 2010 — Почётный работник высшего профессионального образования Российской Федерации
- 2014 — Премии правительства Российской Федерации в области науки и техники — за теорию и практику регулирования напряженно-деформированного состояния грунтового массива при новом строительстве и реконструкции в условиях плотной городской застройки[13][10]
- 2017 — орден «За вклад в развитие геотехники» (общественная некоммерческая организация «Товарищество сибирских геотехников», Т-воСибГт-в)[14]
- почётный строитель России[10]
- почётный строитель города Москвы[10]